# Reiner Vorderbrüggen
Reiner Vorderbrüggen (* 2. Januar 1971 in Ulm) ist ein ehemaliger deutscher Eishockeytorwart, der unter anderem für den EC Ratingen in der Bundesliga und den EHC 80 Nürnberg in der Deutschen Eishockey Liga (DEL) aktiv war.

## Karriere
Reiner Vorderbrüggen durchlief die Nachwuchsmannschaften des ESV Kaufbeuren (ESVK). In der Zeit nahm er für die deutsche Nationalmannschaft an der U18-Junioren-Europameisterschaft 1989 teil. In der Saison 1989/90 gab er sein Debüt für die Profimannschaft des ESVK in der 2. Bundesliga. Über Stationen beim SC Memmingen und dem ECD Sauerland kam er in der Spielzeit 1993/94 zum EC Ratingen, für den er an 24 Bundesliga-Spielen beteiligt war. In der Saison 1994/95 bildete er zusammen mit Bernhard Englbrecht das Torhüter-Gespann beim EHC 80 Nürnberg in der Deutschen Eishockey Liga (DEL), kam dort aber nur auf eine Fangquote von 82 Prozent.
Ab 1995 setzte Vorderbrüggen seine Karriere im unterklassigen Bereich fort. Er stand drei Jahre lang im Tor des Zweitligisten EC Bad Tölz und spielte dann für die Drittligisten EV Landsberg und EC Ulm/Neu-Ulm. Im Jahr 2000 wurde er von den Augsburger Panther verpflichtet, die ihn in der zweiten Mannschaft in der Regionalliga einsetzten. In sieben DEL-Spielen saß er als Back-up auf der Ersatzbank.
Nach einer einjährigen Pause nach einem Verkehrsunfall spielte Vorderbrüggen ab 2002 zunächst für die EA Kempten, schloss sich aber schon ein Jahr später dem ECDC Memmingen an, für den er fünf Jahre lang zwischen den Pfosten stand. 2005 stieg er mit der Mannschaft in die Bayernliga auf. Ab 2008 lief er dann noch für den ERC Sonthofen und EV Pfronten auf, ehe er im Jahr 2010 seine Karriere beendete. 

## Erfolge und Auszeichnungen
- 2005 Meister der Landesliga Bayern und Aufstieg in die Bayernliga mit dem ECDC Memmingen

## Familie
Reiner Vorderbrüggen ist der Vater des Eishockeyspielers und -trainers Marc Vorderbrüggen.